# Асия бинт Музахим
Асия бинт Муза́хим (араб. آسية بنت مزاحم‎) — коранический персонаж, жена Фирауна, правившего во времена пророка Мусы (Моисея). Почитается мусульманами как одна из величайших женщин. В исламском предании говорится, что пророк Мухаммед упомянул Асию в числе четырёх величайших женщин в истории ислама, наряду с Марьям (мать пророка Исы), первой женой Мухаммеда Хадиджей и его дочерью Фатимой.
Соответствует ветхозаветной анонимной дочери фараона, нашедшей младенца Моисея в камышах. 

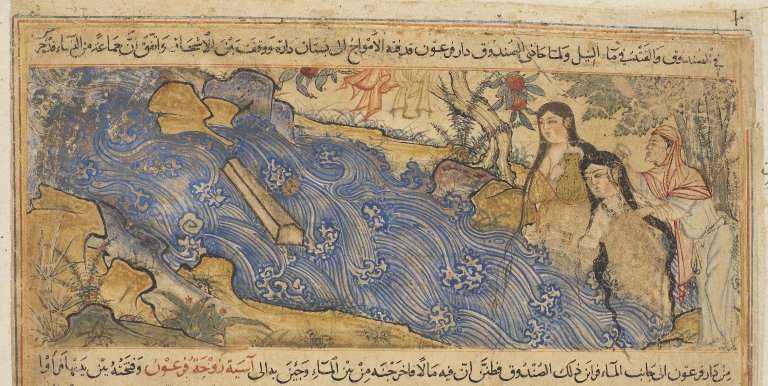
Асия (изображённая с длинными чёрными волосами) и её слуги, закончив купание, находят ребёнка Моисея в Ниле. Их одежда висит на деревьях, а речные волны и гребни выполнены в китайском стиле. Иллюстрация из персидского Джами ат-таварих

## История
Асия была женой Фирауна. В отличие от своего мужа, она была благочестивой и верующей женщиной. Несмотря на своё богатство, она не была такой высокомерной, как её муж. Однажды Асия со своими служанками пришли к Нилу и обнаружили плавающую в реке корзину. Асия немедленно приказала достать из реки корзину, и служанки обнаружили внутри неё мальчика. Асия рассказала мужу о ребёнке и убедила взять его на воспитание. После этого Асия назначила Мусе кормилицу, не подозревая, что та — его настоящая мать. В исламском предании говорится о том, что Асия тайно поклонялась Богу, боясь наказания мужа, и умерла во время пыток с его стороны, когда он обнаружил её истинные убеждения.
В хадисах пророка Мухаммеда сообщается, что Асия будет одной из первых женщин, которая войдёт в рай. В Коране Асия упоминается в качестве примера для всех мусульман.